# Lama (Santo Tirso)
Lama is een plaats (freguesia) in de Portugese gemeente Santo Tirso en telt 1515 inwoners (2001).